# Битва біля Романі (1916)
Битва біля Романі (англ. Battle of Romani, тур. Romani Muharebesi) — одна з найбільших битв на початковому етапі Синайсько-Палестинської кампанії на Близькосхідному театрі воєнних дій за часів Першої світової війни. Битва біля Романі, що велася з 3 до 5 серпня 1916 року, стала останньою наземною атакою Центральних держав у спробі прорватися до Суецького каналу. Основні бойові дії розгорнулися поблизу єгипетського міста Романі та стародавнього місця Пелусій на Синайському півострові, що за 37 км на схід від Суецького каналу. Перемога Єгипетських експедиційних сил Британської імперії над об'єднаними османськими та німецькими силами, які пройшли через Синай, ознаменувала кінець оборонної кампанії союзників за утримання Суецького каналу, що розпочалася 26 січня 1915 року.

## Зміст
З кінця квітня 1916 року, після того, як османські сили під керівництвом німецьких генералів розбили формування британських йоменів, що тримали оборону біля Катії, британське командування вжило заходів щодо посилення своїх позицій у регіоні й недопущення прориву противника до Суецького каналу. Спочатку сили Британської імперії на Синаї подвоїлися з однієї бригади до двох, а потім зростали настільки швидко, наскільки інфраструктура, котра розвивалася паралельно, могла їх підтримати. Завдяки будівництву залізниці та водопроводу до легкої кінної та спішеної стрілецької бригади в Романі незабаром приєдналися формування повноцінної піхотної дивізії. У розпал спекотного літа британці та їхні союзники регулярно проводили патрулювання та розвідку зі своїх баз у Романі, тоді як піхота, не гаючи час, інтенсивна будувала розгалужену систему оборонних редутів. 19 липня було повідомлено про наближення через північний Синай великої кількості німецьких, австрійських та османських військ. З 20 липня до початку битви австралійська 1-ша і 2-га легкі кінні бригади по черзі проводили рейдові нальоти на наступаючі колони противника, провокуючи їх на бій та виснажуючи такими діями.
У ніч з 3 на 4 серпня 1916 року ударне угруповання османсько-турецьких військ, включаючи німецький Азійський корпус та османську 3-ю піхотну дивізію, розпочали першу атаку з напрямку Катії на Романі. Перший ешелон генерала Фрідріха фон Крессенштайна з ходу вступив у бойове зіткнення з передовими підрозділами 1-ї легкої кінної бригади АНЗАКської спішеної дивізії. До світанку 4 серпня внаслідок запеклих боїв австралійські легкі вершники були змушені поступово відступити із займаних рубежів та позицій.
На світанку лінію оборони посилили підрозділи 2-ї легкої кінної бригади, і до опівдня в бій вступили сили 5-ї спішеної кінної бригади та новозеландська спішена стрілецька бригада. Разом цим чотирьом бригадам АНЗАКської дивізії вдалося стійким утриманням своїх позицій стримати наступ противника й примусити німецькі та османські формування врешті зав'язнути в глибокому піску. Тут вони потрапили під фланговий удар підрозділів 52-ї Долинної піхотної дивізії, що оборонялася на заздалегідь підготовлених, укріплених на узвишшях, позиціях, захищаючи підступи до Романі та тамтешню залізницю.
Скоординований та стійкий опір усіх цих формувань Єгипетських експедиційних сил Британської імперії, глибокий пісок, спека і спрага почали впливати на війська, які наступали, стало ясно, що наступ німецько-османських військ зірваний. Попри тому, що атакуючі сили протягом наступного ранку все ще міцно утримували свої здобуті позиції, до настання ночі війська Четверного союзу були відкинуті до вихідного положення поблизу Катії.
Протягом 6-9 серпня відступаючі сили німецько-османської армії переслідували формування Спішеної кінної дивізії АНЗАКу, в ході якого війська генерала фон Крессенштайна періодично проводили вміло організовані ар'єргардні бої проти переслідуючих їх австралійських, британських і новозеландських підрозділів. Переслідування закінчилося 12 серпня, коли німецькі та османські війська полишили свою базу в Бір-ель-Абд і відступили до Ель-Аріш.
Битва біля Романі завершилася перемогою військ Британської імперії, і стала першою у війні проти Османської імперії, забезпечивши безпеку Суецького каналу від атак з суходолу та остаточно зірвала плани Центральних держав опанувати стратегічно важливий канал та порушити рух через нього, отримавши в такий спосіб контроль над стратегічно важливими північними підходами до нього. Переслідування підрозділами Спішеної кінної дивізії АНЗАКу противника, що закінчилося 12 серпня в Бір-ель-Абд, стало початком союзної кампанії за Синай і Палестину. Після цього АНЗАКська дивізія, підтримана імперською верблюжою корпусною бригадою, перейшла в наступ, переслідуючи німецьку та османську армію на багато миль через Синайський півострів, і повернула втрачені після поразки у битві при Катії трьома місяцями раніше.